# مترو كيوتو
مترو أنفاق مدينة كيوتو (باليابانية: 京都市営地下鉄)، هو شبكة النقل السريع في مدينة كيوتو باليابان. يديره مكتب النقل في مدينة كيوتو، ويتكون من خطين.

بلغ عدد الركاب اليومي في عام 2018 أكثر من 397,000 راكب. 